# Tarenna quadrangularis
Tarenna quadrangularis är en måreväxtart som beskrevs av Cornelis Eliza Bertus Bremekamp. Tarenna quadrangularis ingår i släktet Tarenna och familjen måreväxter. IUCN kategoriserar arten globalt som sårbar. Inga underarter finns listade i Catalogue of Life.